# IL Testamento
IL Testamento — студійний альбом українського рок-гурту Мертвий півень. Виданий 1996 року.

## Список пісень
1. Плач
2. Трава
3. Агов, мої маленькі чортенята
4. Алхімія
5. Пастух Пустай, поет, баронський син
6. Сестро
7. Пісня 551
8. Франсуа
9. Бомба
10. Il Testamento
11. Ніжність